# Jyllinge
Jyllinge är en ort på Själland i Danmark.   Den ligger i Roskilde kommun och Region Själland, i den östra delen av landet, 35 km väster om Köpenhamn. Jyllinge ligger på östra sidan av Roskildefjorden. Antalet invånare (2017) är 10 207.
Närmaste större samhälle är Roskilde, 15 km söder om Jyllinge. Trakten runt Jyllinge består till största delen av jordbruksmark.
I Jyllinge fanns museet Fjordcenter Jyllinge till 2012.
Jyllinge låg i dåvarande Gundsø kommun till 1 januari 2007 och var kommunens största tätort, men kommunhuset låg i den näst största tätorten Gundsømagle.